# スーパーモール鳥取
スーパーモール鳥取（スーパーモールとっとり）は、鳥取県鳥取市に所在するオープンモール形式の大型ショッピングセンター。

## 概要
1994年（平成6年）12月、株式会社ウシオが、株式会社カインズとのフランチャイズ契約により「カインズホーム鳥取店FCウシオ」として開店したのが始まりである。
1999年（平成11年）、「カインズホーム鳥取店FCウシオ」を約6,336m2から13,536m2へ店舗面積を倍増させるとともに、別棟でウシオの家具店（約4,800m2）、ウシオの家電量販店ケーズデンキ（約4,100m2）、サンマート和光の食料品店（約1,800m2）、ダイソーの100円ショップ（約1,750m2）などを出店させ、合計8店舗からなる店舗面積約29,594m2のショッピングセンターとする大規模な増床を行うこととなった。
翌2000年（平成12年）6月8日、イエローハット鳥取店がユニクロやケーズデンキなどとともに出店する「スーパーモール鳥取」として新装開業した。この増床の計画段階では、ショッピングセンターの仮称は「カインズモール鳥取店」であったが、増床後の名称は「スーパーモール鳥取」となった。
なお、鳥取銀行の店舗外ATMの設置場所の名称は、2013年（平成25年）までは「スーパーモール鳥取」であったが、2014年（平成26年）に「カインズモール鳥取」となっている。ただし、この時点では届出上の名称は「カインズホーム鳥取店FCウシオ」であり、2020年（令和2年）7月13日に「カインズホーム鳥取店FCウシオ」から「カインズ鳥取店」に変更されている。

## 沿革
- 1994年（平成6年）12月 - 株式会社ウシオが「カインズホーム鳥取店FCウシオ」として開店[3]。
- 1996年（平成8年）5月 - 株式会社カトーデンキ（現・株式会社ケーズホールディングス）とのフランチャイズ契約により、ケーズデンキ鳥取店が開店。2000年7月に現在地へ移転。
- 2000年（平成12年）6月8日[5] - 大幅に増床し[4]、ショッピングセンター「スーパーモール鳥取」として新装開業[5]。
- 2013年（平成25年）
  - 11月28日 - コメダ珈琲店が出店[10]。
- 2022年（令和4年）9月8日 - サンマート隣に#ワークマン女子が開業[11]。

## 主なテナント
- カインズ - ウシオが運営[9]。
- ケーズデンキ - ウシオが運営する[12]家電量販店（約4,100m2）[4]。
- イエローハット - 2000年（平成12年）6月8日開店[5]。
- ブックオフ
- サンマート西店 - 食品スーパー（約1,800m2）[4]。
- ワッツウィズ - 100円ショップ。サンマート西店内。2024年（令和6年）9月26日開店[13]。
- コメダ珈琲店[10]
- 鳥取ぽかぽか温泉[14][15]
- #ワークマン女子[11][16]

### 過去に出店していた主なテナント
- ウシオ家具店（約4,800m2）[4]
- ダイソー（約1,750m2）[4]
- ユニクロ[5]